# بارهنگ دریایی
بارهنگ دریایی، بارهنگ چمن‌زاری (نام علمی: Plantago maritima) نام یک گونه از سرده بارهنگ است.